# Oxymastinocerus unicolor
Oxymastinocerus unicolor är en skalbaggsart som först beskrevs av Maurice Pic 1926.  Oxymastinocerus unicolor ingår i släktet Oxymastinocerus och familjen Phengodidae. Inga underarter finns listade i Catalogue of Life.